# Colom imperial dorsibrú
El colom imperial dorsibrú (Ducula badia) és una espècie d'ocell de la família dels colúmbids (Columbidae) que habita boscos al nord i sud-oest de l'Índia i Nepal, cap a l'est, per Bangladesh, Assam, Nagaland i el sud de la Xina i Hainan, fins al Sud-est Asiàtic, Sumatra, Borneo i Java.